# مركبة القتال البرمائية
مركبة القتال البرمائية (بالإنجليزية: Amphibious Combat Vehicle - ACV) هو برنامج بدأته قيادة أنظمة مشاة البحرية لشراء مركبة هجومية برمائية لقوات مشاة البحرية الأمريكية لتكملة واستبدال مركبة الهجوم البرمائية (AAV) القديمة. يحل هذا البرنامج محل برنامج المركبات القتالية الاستكشافية (EFV) الذي تم إلغاؤه في عام 2011. كان البرنامج في الأصل عبارة عن خطة لتطوير مركبة عالية السرعة ميائيه، ثم توسع إلى نهج متعدد المراحل لشراء وتطوير عدة أنواع من المركبات القادرة على التحرك برمائيًا لتلبية المتطلبات القريبة والطويلة الأمد.
انتهت المنافسة على المشروع في عام 2018 بولادة مركبة قتالية مدرعة ذات ثماني عجلات ، تعتمد على المركبة الإيطالية Iveco SuperAV . بدأ الإنتاج بواسطة بي أيه إي سيستمز وإيفيكو في عام 2020 بـ 36 وحدة، و80 مركبة سنويًا اعتبارًا من عام 2021، لمدة خمس سنوات.

## متطلبات التصميم

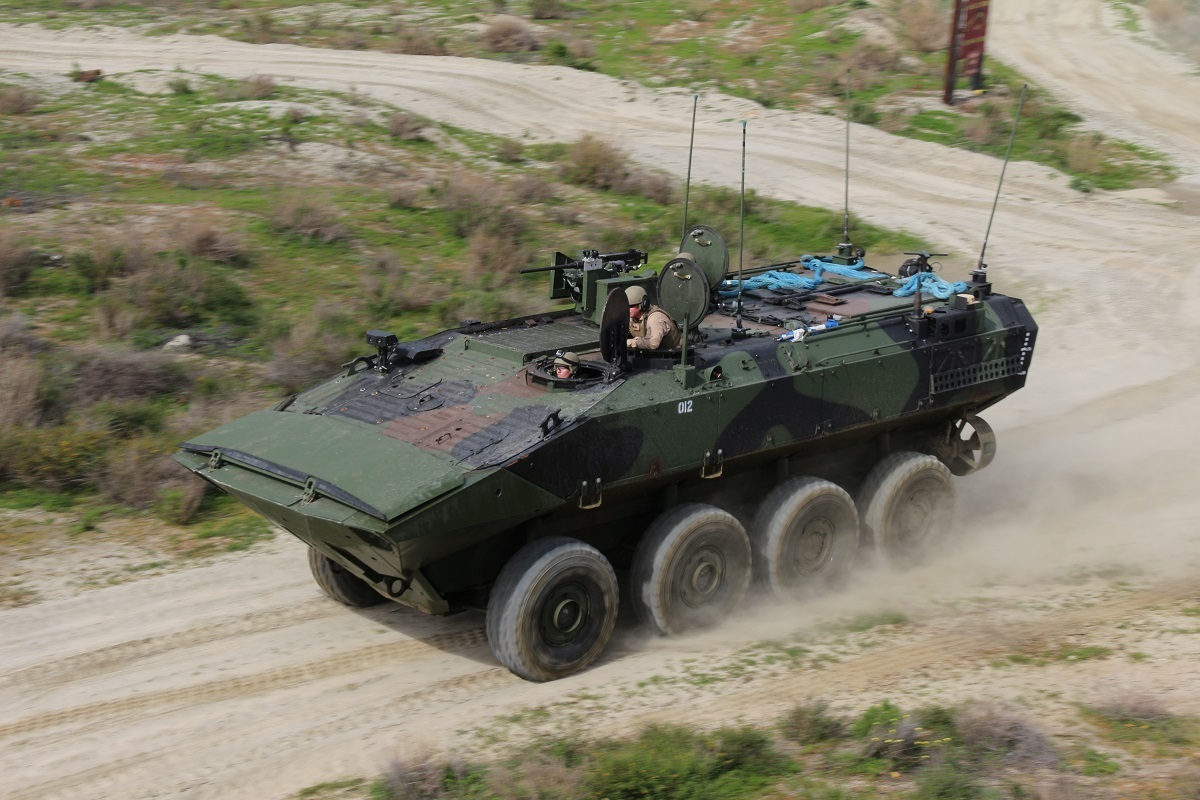
دورة لمشاة البحرية من فريق تدريب المعدات الجديدة للمركبة القتالية البرمائية.

### المتطلبات الأصلية
يجب أن تكون المركبة القتالية مجهزة بتدابير مضادة قادرة على التعامل مع مجموعة كاملة من التهديدات المتعلقة بالنيران المباشرة وغير المباشرة والألغام الأرضية، واستخدام تقنيات تقليل البصمة المرئية والحرارية.
على المركبة أن تتمتع بالقدرة على الانتقال من العمليات المائية إلى العمليات الأرضية دون توقف تكتيكي. ويجب أن تكون قادرة على المناورة مع دبابة أبرامز M1A1 في فِرق العمل الميكانيكية. يجب أن تكون لديها القدرة على تدمير المركبات القتالية المشابهة لها. على الأسلحة أن تكون ذات مدى كافٍ للتعامل مع الأهداف من مسافة بعيدة. على الأسلحة إطلاق النار بدقة من نظام مُستقر. يجب أن توفر الدعم الناري المباشر للمشاة الراجلة في الهجوم.
حددت قوات مشاة البحرية السرعة على الماء كأحد أهم المتطلبات، حتى على حساب القدرة على حمل القوات. يجب أن تكون المركبة القتالية المدرعة قادرة على الانتشار ذاتيًا من سفينة هجومية برمائية على مسافة 12 ميلًا على الأقل من الشاطئ وعلى متنها 17 من مشاة البحرية. يجب أن تكون قادرة على الحركة بسرعة 8 عقدة أو أسرع عبر البحار مع أمواج تصل إلى ثلاثة أقدام.

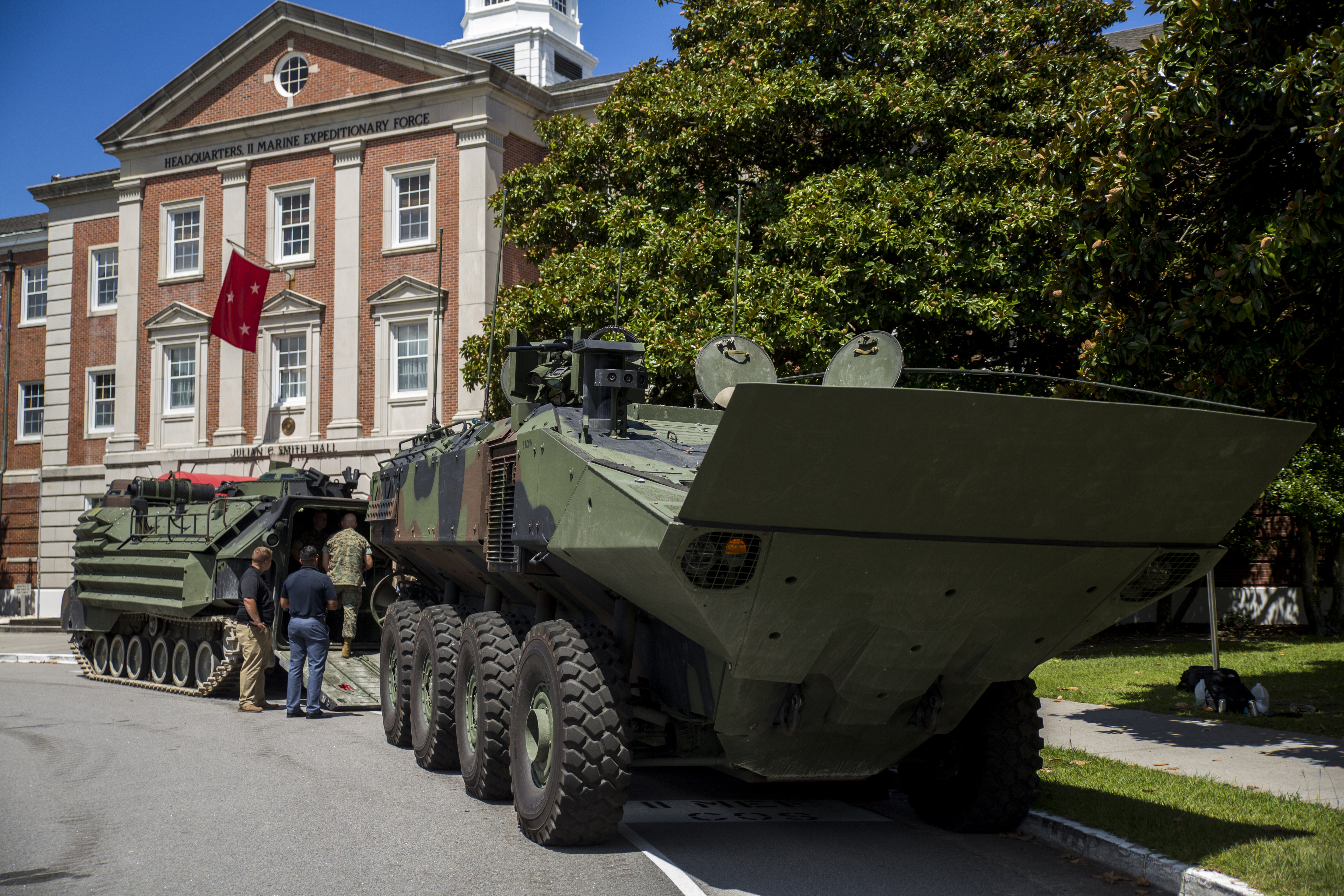
مركبة قتالية برمائية تابعة لقوات مشاة البحرية الأمريكية (على اليمين) ومركبة هجومية برمائية (على اليسار) خارج مبنى مقر قوة المشاة البحرية الثانية في معسكر لوجون، كارولاينا الشمالية، أغسطس/آب 2018.